# Standard Motor Company

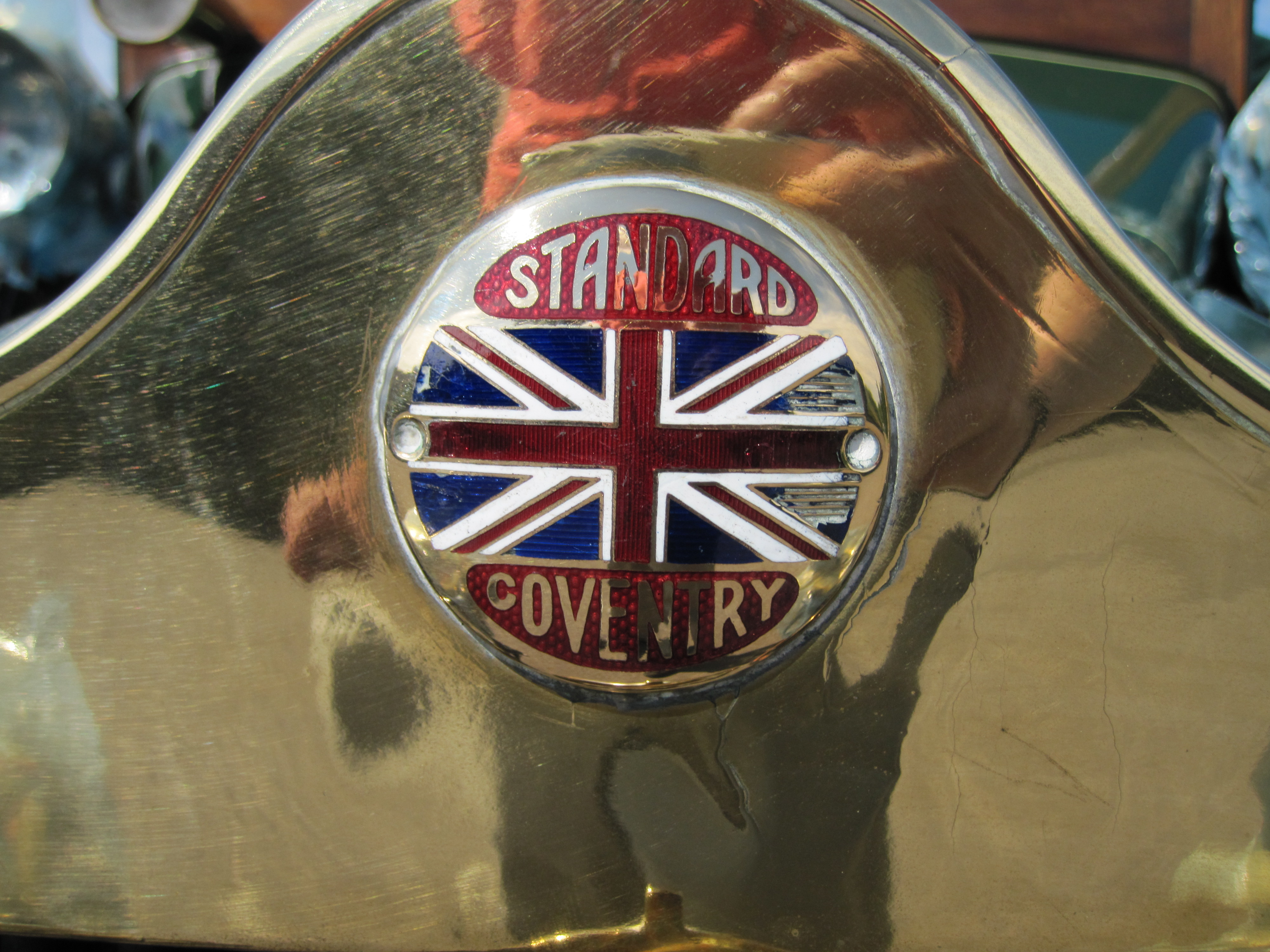
logo

De Standard Motor Company was een Britse autoconstructeur die in 1903 werd opgericht. Als merknaam werd Standard gebruikt. De laatste auto werd in 1963 gebouwd.

## Oprichting
Standard werd in 1903 opgericht in Coventry door Reginald Walter Maudslay. Hij zei ooit: Ik wil dat mijn auto's enkel uit onderdelen wordt samengesteld waarvan de werking getest en bewezen is en die aanvaard zijn als betrouwbare standaard; eigenlijk zal ik mijn auto's Standard noemen.

## Geschiedenis
De eerste Standard was de Motor Victoria uit 1903. Het model had een eencilinder motor van 6 pk.
Tijdens de Eerste Wereldoorlog produceerde het ook vliegtuigen waaronder de Sopwith Pup en de Bristol F.2 Fighter.
In 1924 had het bedrijf een marktaandeel vergelijkbaar met dat van Austin. Op het einde van de jaren 20 was de winst echter drastisch teruggevallen door zware investeringen, een mislukt contract voor export en tegenvallende verkoopcijfers voor de grotere auto's. Even later kwam John Black aan het roer van het noodlijdende bedrijf te staan. Hij verhoogde de productie en was het brein achter het grote succes dat in de jaren 30 werd geboekt. De meest succesvolle modellen uit het decennium waren de Standard Nine uit 1927 en de Standard Ten uit 1934 die gericht waren op het lage- en middensegment van de markt.
Tijdens de Tweede Wereldoorlog werden Mosquito-vliegtuigen gefabriceerd. Vlak na de oorlog nam Standard Motors op 31 december 1945 Triumph over. In 1948 werd een 1-model politiek aangenomen met de Standard Vanguard. Het Belgische Imperia bouwde deze auto onder licentie. De productie van alle andere modellen werd in dat jaar stopgezet.
Vanaf dan keerde het succes weer om omdat John Black geen consistente leiding meer gaf aan het bedrijf. Op 1 januari 1954 werd hij door de raad van bestuur afgezet. Het bedrijf kwam de problemen niet meer te boven en de productie bleef dalen. In 1959 werd de holding Standard Triumph International gevormd, waarvan Standard Motor Company een onderdeel werd.
Uiteindelijk werd Standard Motors in augustus 1960 opgeslokt door Leyland Motors. In 1963 werd de laatste Standard gebouwd. Het was een Standard Ensign De Luxe. Triumph werd weer voortgezet toen Leyland Motors overging in British Leyland Motors in 1968.

## India
In 1970 splitste Standard India zich af van British Leyland. In 1971 bouwde Standard India onder de naam Standard Gazel een vierdeurs versie van de Triumph Herald. Deze productie werd gestaakt toen in 1985 de Standard 2000 gelanceerd werd, die gebaseerd was op de Rover SD1. Het model was weinig succesvol en de productie ervan werd in 1987 gestaakt. Het was tevens de laatste auto die de naam Standard kreeg.

## Modellen

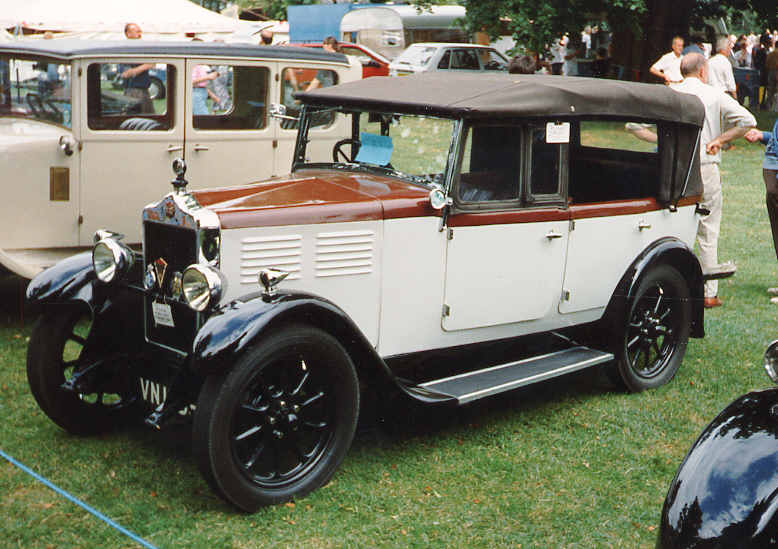
Standard Nine uit 1927

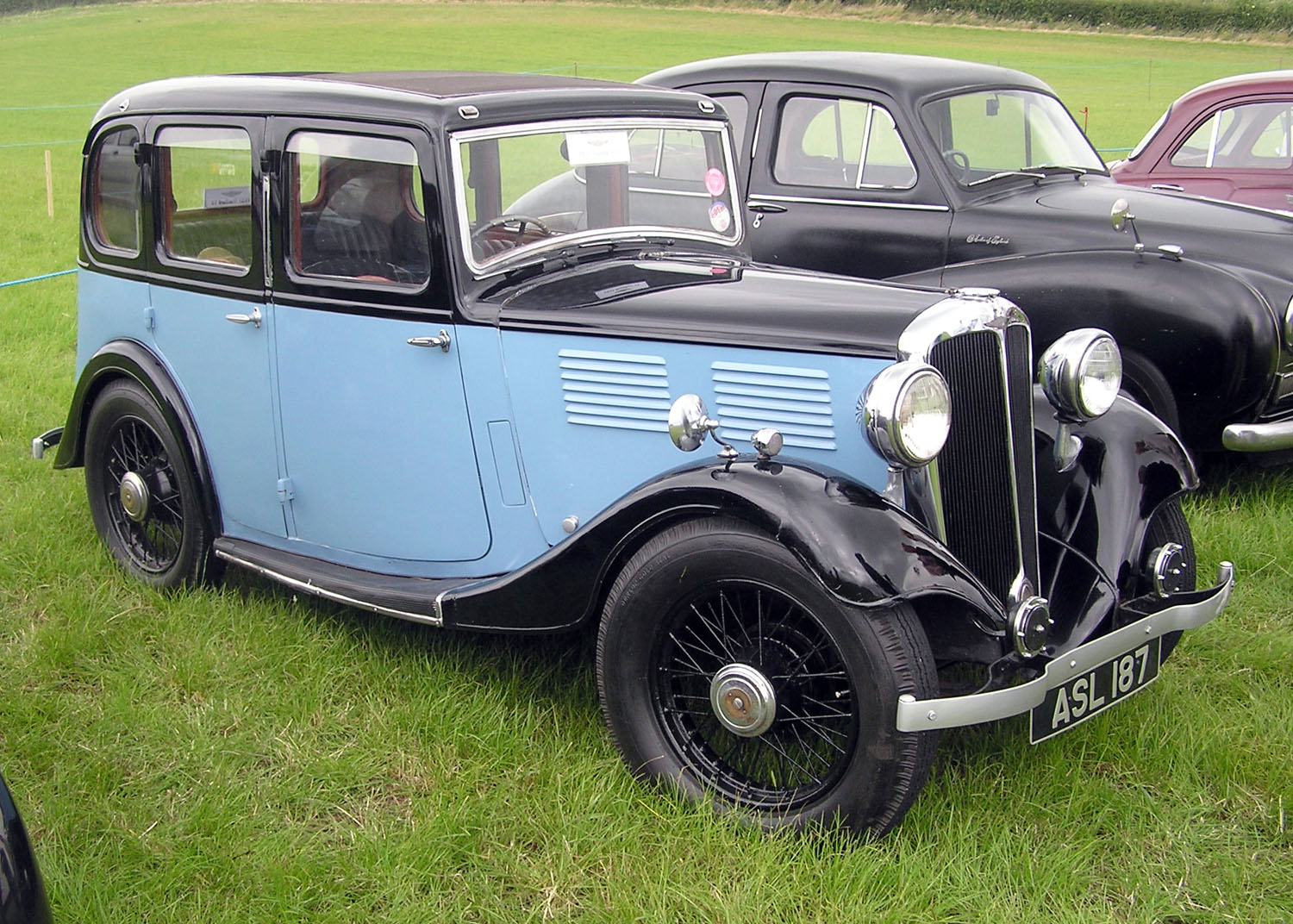
Standard Ten uit 1933

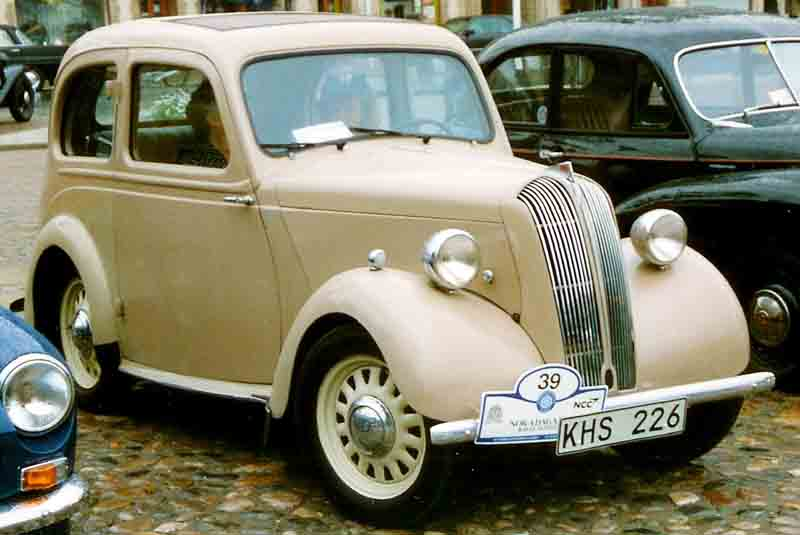
Standard Eight Saloon uit 1946

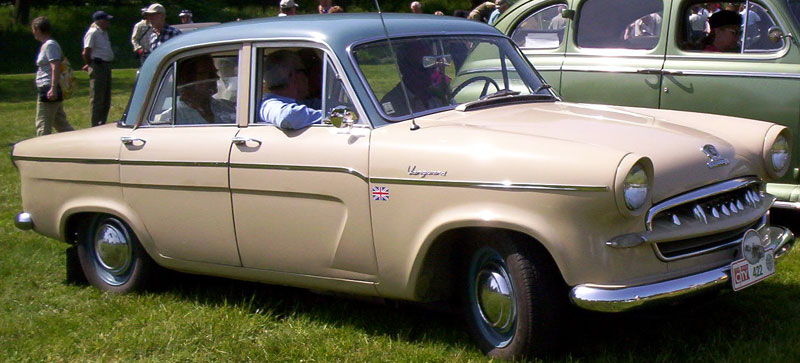
Standard Vanguard uit 1958

- 1903: Motor Victoria (6pk - 1 cilinder)
- 1904: (12/15pk - 2/3/4 cilinders)
- 1905: Standard Six (18/20pk - 6 cilinders), Standard Four (12/14pk - 4 cilinders)
- 1906-1912: Standard Six (18/20/30/50 pk - 6 cilinders)
- 1906-1908: Standard Four (20pk - 4 cilinders)
- 1913-1918: Standard Model S (9,5pk - 4 cilinders)
- 1913-1914: Standard Rhyl (-/Special All Weather), Standard Hurlingham Victoria, Standard Ranelagh Coupe, Standard Richmond Fixed Head Coupe
- 1914-1918: Autoproductie stilgelegd voor productie van vliegtuigen voor WOI.
- 1918-1921: Standard Model SLS (4 cilinders)
- 1921-1923: Standard Model SLO (11,6pk), Standard SLS (8pk)
- 1924-1927: Standard Model V3 (11,4pk - 4 cilinders)
- 1925-1928: Standard Model V4 (14/28pk)
- 1927-1928: Standard Model 6-V (18/36/42pk - 6 cilinders)
- 1927-1929: Standard Nine SWB/LWB (8,9/9,9pk - 4 cilinders)
- 1929-1931: Standard Fifteen (15pk)
- 1929-1935: Standard Sixteen (16pk - 6 cilinders)
- 1930-1933: Standard Big Nine (9,9pk)
- 1931-1935: Standard Twenty (20pk - 6 cilinders)
- 1932-1933: Standard Little Nine (8,9pk)
- 1934-1936: Standard Nine (9pk), Standard Ten (10pk), Standard Twelve (12pk), Standard Twelve Six (13,5pk)
- 1936-1939: Standard Flying Twelve (12pk), Standard Flying Twenty (20pk - 6 cilinders), Standard Flying Ten (10pk), Standard Flying Light (12pk), Standard Flying Nine (9pk), Standard Flying Twenty V8 (20pk)
- 1936: Standard Flying Sixteen (16pk)
- 1937-1939: Standard Flying Fourteen (12pk - 4 cilinders)
- 1938-1939: Standard Flying Twelve Super Saloon/DHC, Standard Flying Twenty Super Saloon
- 1939: Standard Popular Nine, Standard Super Nine
- 1940-1944: Militaire voertuig- en vliegtuigproductie voor WOII.
- 1945-1948: Standard Eight (8pk), Standard Twelve (12pk), Standard Fourteen (14pk)
- 1946-1948: Triumph 1800 Roadster/Saloon
- 1947-1952: Standard Vanguard
- 1949-1959: Triumph Mayflower
- 1952-1954: Triumph TR2 sports
- 1954: Standard Vanguard Phase II
- 1954: Standard Ten, Standard Eight De Luxe
- 1955-1959: Standard Family Eight, Standard Super Eight, Standard Super Ten, Triumph TR3
- 1955-1961: Standard Vanguard III
- 1956-1959: Standard Family Ten
- 1957-1959: Standard Pennant
- 1958-1960: Triumph TR3A, Standard Atlas (10pk)
- 1960: Triumph Herald Saloon/Coupe/Convertible
- 1961-1963: Triumph Herald S, Triumph Herald 1200, Triumph TR4 (4 cilinders)
- 1963: Standard Ensign De Luxe saloon/estate, Triumph Vitesse 6 saloon/convertible, Standard Fifteen, Standard Twenty, Triumph Spitfire 4

De Triumph Herald en Vitesse bleven tot de jaren zeventig in productie en de Spitfire tot in de jaren tachtig. Verder kwamen er in die twee decennia nog een Triumph 2000, 1300, Toledo, Dolomite, Stag, TR4A, TR5, TR6, TR7 en Acclaim. Die laatste was eigenlijk een Honda met het Triumph-embleem en tevens de laatste auto die in de fabrieken van Standard/Triumph werd gebouwd.